# Jolwa
Die Jolwa (russisch Ёлва) ist ein 255 km langer rechter Nebenfluss des Wym in der Republik Komi in  Nordwestrussland.
Sie entspringt am Südrand des Timanrücken. Die Jolwa fließt zuerst in nördlicher Richtung, macht dann einen Bogen nach Osten und wendet sich schließlich nach Süden. Am Unterlauf passiert sie die Siedlung Meschura und mündet weitere 40 km südlich in den Wym. Die Jolwa entwässert ein Gebiet von 3440 km².
Die größten Abflüsse treten während der Schneeschmelze im Mai und Juni auf. Der mittlere Abfluss am Pegel Meschura beträgt 31 m³/s.